# 广东都指挥使司
广东都指挥使司，明朝十六个都指挥使司之一。
洪武四年（1371年）十一月置广东都卫，治广州府。洪武八年（1375年）十月改广东都卫为广东都指挥使司。洪武九年（1376年）六月改广东行中书省为广东承宣布政使司。广东都指挥使司属于前军都督府。

## 下辖卫所
广州前卫、广州左卫、广州右卫、南海卫、潮州卫、雷州卫、海南卫、清远卫、惠州卫、肇庆卫、广州后卫、程乡千户所、高州千户所、廉州千户所（后为廉州卫）、万州千户所、儋州千户所、崖州千户所、南雄千户所、韶州千户所、德庆千户所、新兴千户所、阳江千户所、新会千户所、龙川千户所
后来改制：
- 广州前卫、广州后卫、广州左卫、广州右卫、南海卫、潮州卫、雷州卫、海南卫、清远卫、惠州卫、肇庆卫、广海卫，
- 添设：砀石卫、神电卫、廉州卫（原千户所）
- 新会千户所、韶州千户所、南雄千户所、龙川千户所、程乡千户所、德庆千户所、新兴千户所、阳江千户所、高州千户所、儋州千户所、新宁千户所、万州千户所、崖州千户所、增城千户所、东莞千户所
- 添设：大鹏千户所、香山千户所、连州千户所、河源千户所、长乐千户所、平海千户所、海丰千户所、捷胜千户所、甲子门千户所、大城千户所、海门千户所、靖海千户所、蓬州千户所、澄海千户所、广宁千户所、四会千户所、阳春千户所、海朗千户所、双鱼千户所、宁川千户所、信宜千户所、石城千户所、永安千户所、钦州千户所、灵山千户所、海康千户所、乐民千户所、海安千户所、锦囊千户所、清澜千户所、昌化千户所、南山千户所、泷水千户所、从化千户所、封门千户所、函口千户所、富霖千户所